# Blechnum medium
Blechnum medium är en kambräkenväxtart som först beskrevs av Robert Brown, och fick sitt nu gällande namn av Maarten J.M. Christenhusz. Blechnum medium ingår i släktet Blechnum och familjen Blechnaceae. Inga underarter finns listade.

## Bildgalleri

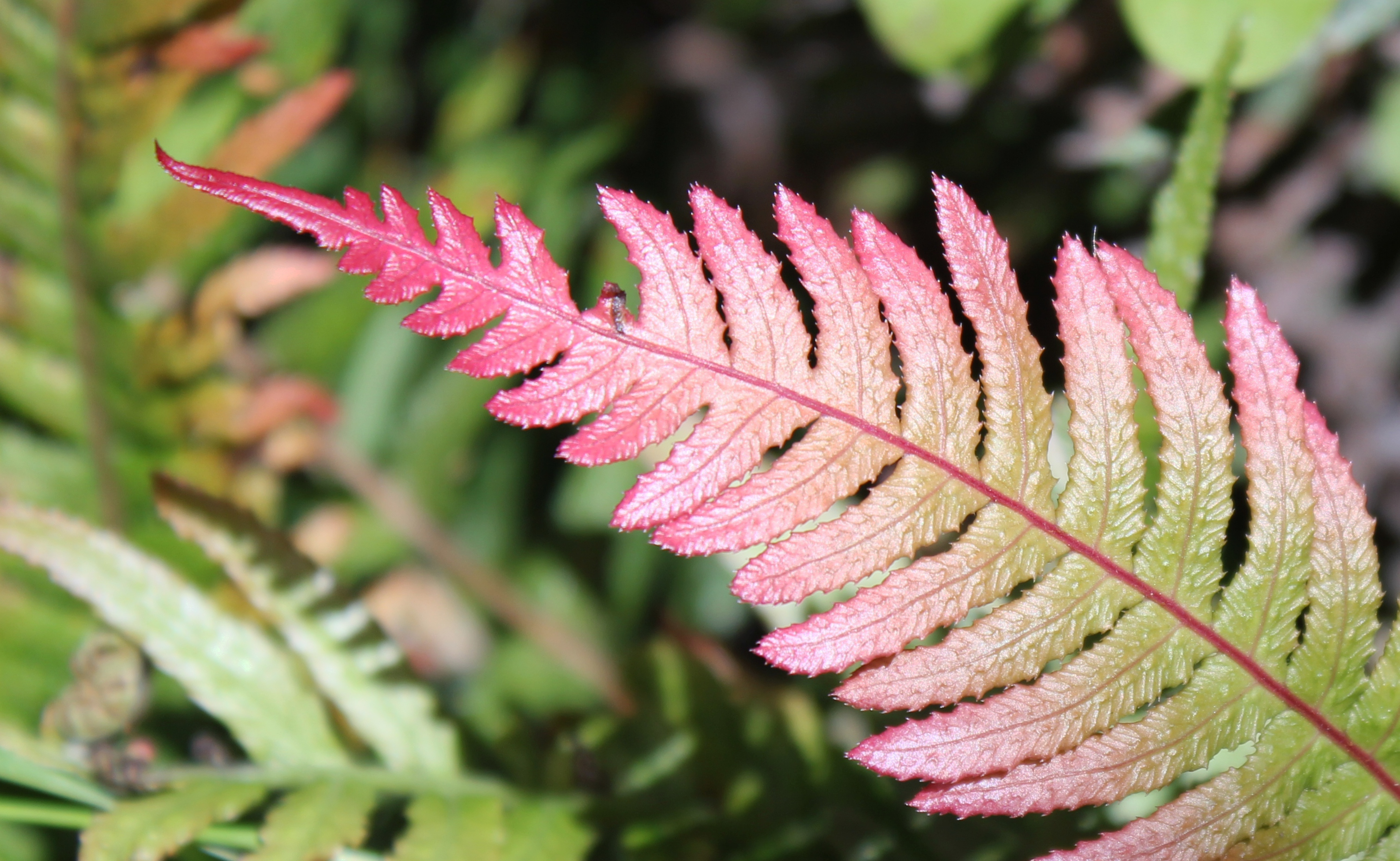